# Jürgen Seifert (Fußballspieler, 1939)
Jürgen Seifert (* 21. Mai 1939) ist ein ehemaliger deutscher Fußballspieler. Für den SC Wismut Karl-Marx-Stadt und die BSG Wismut Aue bestritt er 37 Spiele in der DDR-Oberliga, der höchsten Spielklasse im DDR-Fußball. Mit dem SC Wismut wurde er 1959 DDR-Fußballmeister.

## Sportliche Laufbahn
Seifert wurde 1958 in das Oberliga-Aufgebot des in Aue beheimateten Vorjahresmeisters SC Wismut Karl-Marx-Stadt aufgenommen. Am 6. Spieltag kam er als Einwechselspieler zum ersten Mal zum Einsatz und bestritt bis zum Ende der Saison insgesamt 13 Punktspiele. Dabei wurde er in der Regel als zentraler Mittelfeldspieler aufgeboten. Von den acht Spielen im Europapokal der Landesmeister 1958/59, mit denen der SC Wismut bis ins Viertelfinale vorstoß, bestritt Seifert sieben Partien und schoss in der Begegnung IFK Göteborg – SC Wismut (2:2) sein einziges Pflichtspieltor für die Wismut-Mannschaft. Trotz dieses hoffnungsvollen Beginns konnte sich Seifert in den folgenden Spielzeiten nicht als Stammspieler durchsetzen. Stattdessen kam er bis 1965 regelmäßig in der Mannschaft der Oberligareserve zum Einsatz, wo er in der Regel als Mittelfeldspieler aufgeboten wurde. Bis zu seiner letzten Saison 1963/64 (seit 1961 war zum Sommer-Frühjahr-Spieljahr zurückgekehrt worden) kam er in seinen sechs Spielzeiten in den 169 ausgetragenen Oberligaspielen nur in 37 Partien zum Einsatz. 1959 wurde er mit sieben Einsätzen DDR-Meister. Am letzten Spieltag der Saison 1963/64 beendete er mit der Begegnung SC Leipzig – BSG Wismut Aue (1:0 – der SC Wismut war 1963 in die BSG Wismut Aue umgewandelt worden) seine Laufbahn im höherklassigen Fußball.